# Doña Lío Portapartes
Doña Lío Portapartes, és un personatge de ficció i una sèrie de còmic d'humor creada per Joan Rafart i Roldán, més conegut com a Raf, per al setmanari "Pulgarcito" el 1958.

## Trajectòria editorial
Bruguera va publicar quatre monogràfics del personatge:
- 1971 Doña Lío Portapartes, cocinando es un desastre (Olé! núm. 27);
- 1972 Doña Lío Portapartes y su pupilo Don Bollete (Olé!, núm. 38);
- 1972 Doña Lío Portapartes: La pensión de los garbanzos (Olé!, núm. 56);
- 1972 Doña Lío Portapartes: Los apuros de don Bollete (Olé!, núm. 65).[1]

Va seguir publicant-se a més en les revistes "Super Tío Vivo" (1972), "Mortadelo Gigante" (1974), "Mortadelo Especial" (1976) i "Super Carpanta" (1977).

## Argument i personatges
Doña Lío, és una dona alta i grassoneta, prototip de dona tafanera, envejosa i malcarada, sempre disposada a fastiguejar a aquelles persones que són objecte de la seva gelosia. A partir de 1966, després d'una temporada en que l'autor va deixar l'editorial, la sèrie es va reinventar i el personatge de Doña Lío es va endolcir, tant en caràcter com en aspecte adoptant el d'un altre personatge creat posteriorment, Paca Cotillez. La rima del subtítol va canviar de l'inicial "senyora con malas artes" a "que se mete en todas partes". Apareix en aquesta època el personatge de Don Bollete (Don Bollito a les seves primeres aparicions), un home baixet, calb i dòcil, que viu rellogat a casa de Doña Lío, i al que només li dona de menjar (escassos) cigrons. S'uneixen al repartiment les nebodes bessones de Don Bollete i la portera de l'edifici, amb la qual Doña Lío alterna tafaneries i discussions.